# Uatucarbau (Verwaltungsamt)
| \| \| |
|       |

|  |

Uatucarbau (Watu-Carbau, Watucarbau, Hato Carbau, Uato Carbau, Uata Carbau, Uato Carabau, Uatocarabau, Uatucarbau, Uato-Carabau) ist ein osttimoresisches Verwaltungsamt (portugiesisch Posto Administrativo) in der Gemeinde Viqueque.

## Geographie

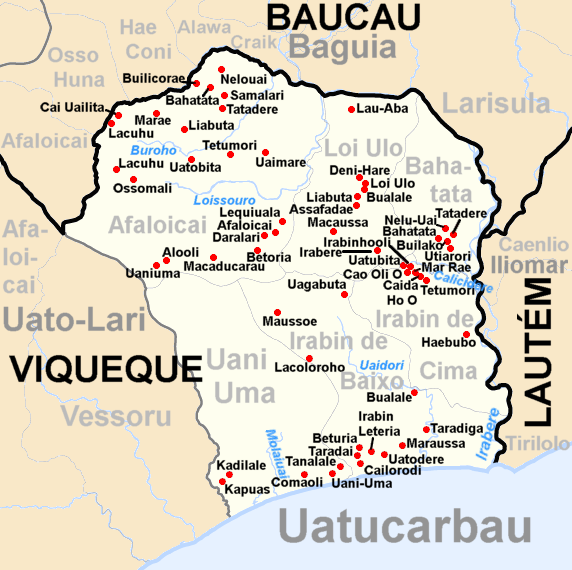
Das Verwaltungsamt Uatucarbau (Grenzen bis 2015)

Bis 2014 wurden die Verwaltungsämter noch als Subdistrikte bezeichnet. Vor der Gebietsreform 2015 hatte Uatucarbau eine Fläche von 131,66 km². Nun sind es 130,69 km².
Verwaltungszentrum ist Uatucarbau im Suco Irabin de Baixo. Während der portugiesischen Diktatur war Nova Benfica im Suco Afaloicai der Verwaltungssitz. Heute heißt der Ort Afaloicai, wird aber manchmal auch Uatucarbau genannt.
Das Verwaltungsamt Uatucarbau liegt im äußersten Osten der Gemeinde Viqueque an der Timorsee. Im Westen grenzt er an das Verwaltungsamt Uato-Lari, im Norden an die Gemeinde Baucau und jenseits des Flusses Irebere (Irabere) liegt im Osten die Gemeinde Lautém.
Uatucarbau teilt sich in sechs Sucos:Afaloicai (Afaloikai), Bahatata, Irabin de Baixo (Iarabin de Baixu, Ira Bin Craic), Irabin de Cima (Ira Bin Leten), Loi Ulo (Loi-Ulu, Loiulo) und Uani Uma. Das Verwaltungszentrum des Verwaltungsamts liegt an der Küste im Siedlungszentrum um Irabin Leteria (Suco Irabin de Baixo). Dieses wird ebenfalls Uatucarbau genannt.

Klimadaten
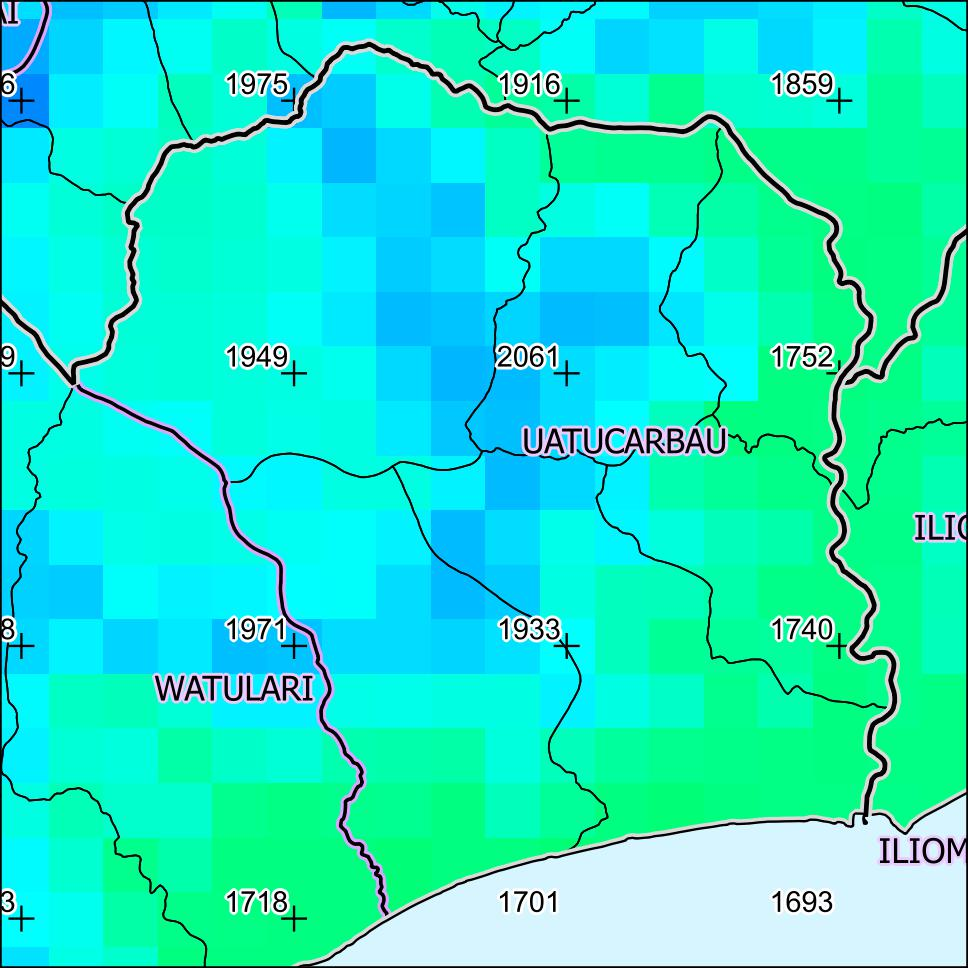
Jährliche Niederschlagsmenge (2000)
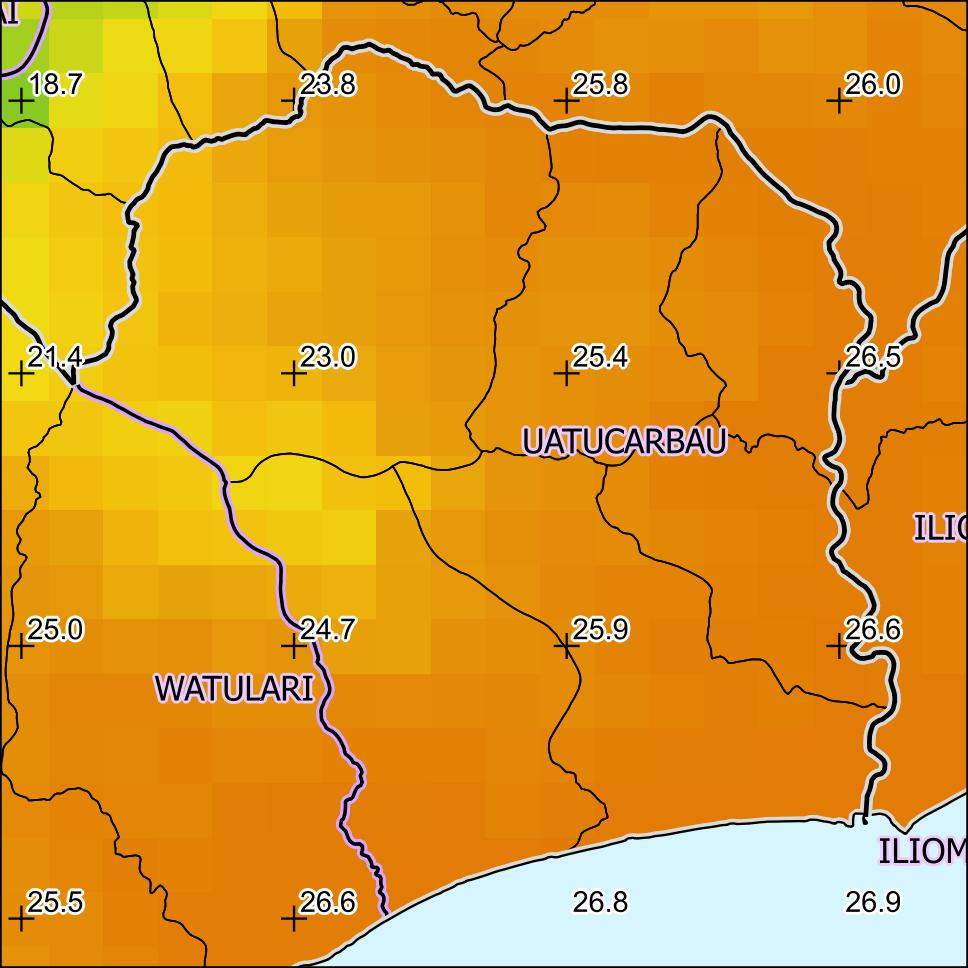
Jahresdurchschnitts-temperatur (2000)

## Einwohner

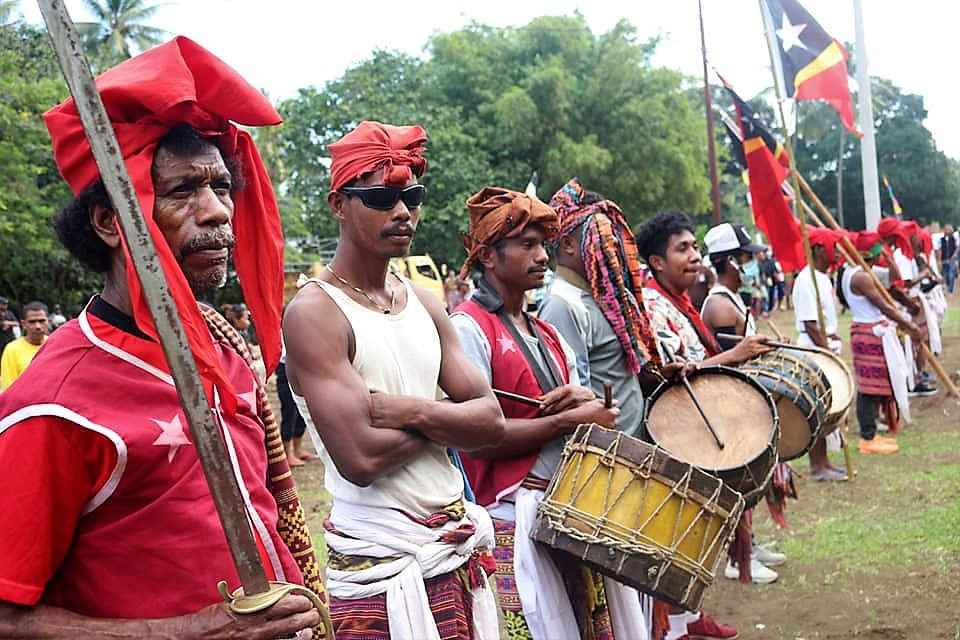
Moradores aus Uani Uma (2022)

Uatucarbau hat 7.879 Einwohner (2022), davon sind 3.928 Männer und 3.951 Frauen. Im Verwaltungsamt gibt es 1.488 Haushalte. Die größte Sprachgruppe bilden die Sprecher des Naueti, das zu den Kawaimina-Sprachen gehört und somit den Status einer Nationalsprache hat. Der Altersdurchschnitt beträgt 17,8 Jahre (2010) (2004: 17,4 Jahre.)

## Geschichte
Zwischen 1936 und 1941 förderte der Niederländer Hofman Manganerz in Uatucarbau. Zu dieser Zeit gehörte Uatucarbau noch zu Iliomar.

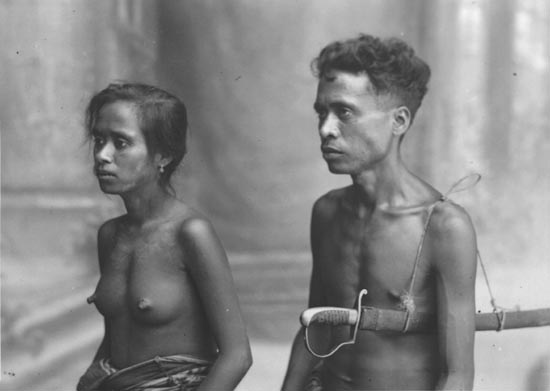
Naueti aus dem damals zu Iliomar gehörendem Uatucarbau im Álbum Fontoura (vor 1940)

Als die Japaner 1943 die Region besetzten, war die koloniale Administration noch jung und die Christianisierung noch nicht weit fortgeschritten. Uatucarbau litt unter den Folgen der Kämpfe zwischen japanischer Armee und australischen Guerilla-Einheiten im Berg- und Hügelland. Die Japaner forderten Unterstützung durch die einheimischen Führer ein und zwangen ganze Dörfer zum Beispiel zum Straßenbau. Andere unterstützten die alliierten Soldaten, so dass Animositäten zwischen den Clans entstanden, die noch Jahrzehnte später zu spüren sind. Nach Ende des Krieges bestraften die Portugiesen „Kollaboration“ mit den Japanern hart, was unter einigen lokalen Adligen zu Groll gegen die Kolonialverwaltung führte.
In den 1950er Jahren gehörte Uatucarbau zum Kreis Lautém. Erst später wurde das Verwaltungsamt Teil von Viqueque.
Bei der indonesischen Invasion flohen die Bewohner des Dorfes Afaloicai in Camps am Matebian. Nach deren Zerstörung kehrten sie am 22. November 1978 in ihr Dorf zurück. Dort wurde ihnen von Soldaten des indonesischen Infanteriebataillons 502 befohlen, sich auf einem Feld zu versammeln. Die Soldaten wählten 13 kräftig aussehende Männer aus, die als TBOs dienen sollten. Sie wurden in das ehemalige portugiesische Verwaltungsgebäude gebracht, wo sie gefesselt und verhört wurden, während man sie mit Elektroschocks folterte. Währenddessen wurden fünf Hansip angewiesen, Gräber für die 13 Männer an einem Ort namens Garaulu (Gara-Ulu) auszuheben. Nach zwei Tagen Verhör wurden die Gefangenen am 22. November nach Garaulu gebracht und von den Soldaten erschossen. Danach wurden die Toten von den Hansip begraben. Eine andere Quelle gibt an, die Leichen seien ins Wasser geworfen worden. Einer der Hansip sagte später aus, dass es sich bei den Ermordeten um einfache Kämpfer der FALINTIL gehandelt hatte.
In Afaloicai und Irabin Letarea (Irabin de Baixo) gab es Ende 1979 indonesische Lager für Osttimoresen, die zur besseren Kontrolle von den Besatzern umgesiedelt werden sollten.
Im März 2010 wurden mehrere Häuser im damaligen Subdistrikt angezündet. Die Täter sollen sich als Ninjas verkleidet haben. Erst in den Wochen zuvor war es in Bobonaro und Cova Lima zu ähnlichen Vorfällen gekommen, woraufhin Armee und Polizei eine Großaktion starteten. Matias da Silva de Jesus (Chefe de Suco von Loi Ulo) und Lino Martins (Chefe de Suco von Irabin de Cima) forderten einen Sicherheitsposten in ihren Sucos, um die Einwohner im Norden des Subdistrikts besser schützen zu können. Die einzige Polizeistation im Subdistrikt lag im Verwaltungszentrum Uatucarbau an der Küste. Der Staatssekretär für Sicherheit Francisco Guterres erklärte allerdings, dass es sich bei den Ninjas in Uatucarbau nur um ein Gerücht handle. Trotzdem sollte nun ein Polizeiposten in Afaloicai entstehen.

## Politik

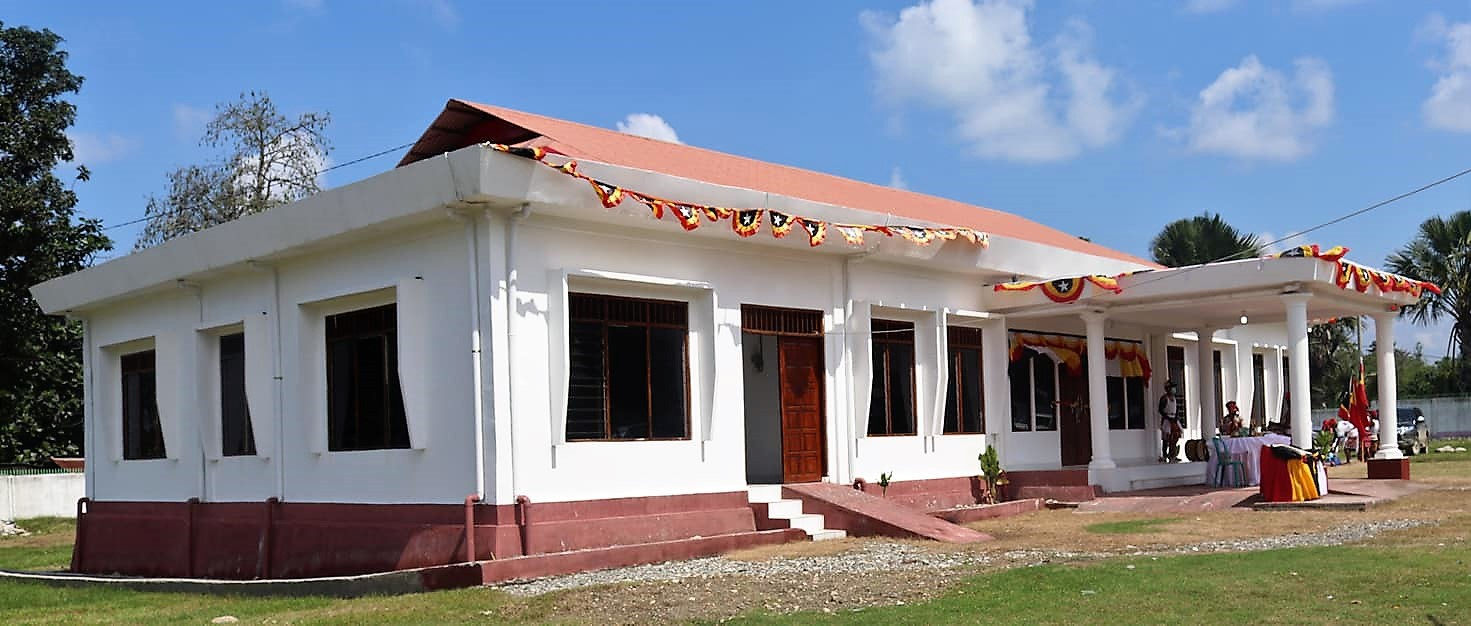
Sitz des Verwaltungsamtes (2022)

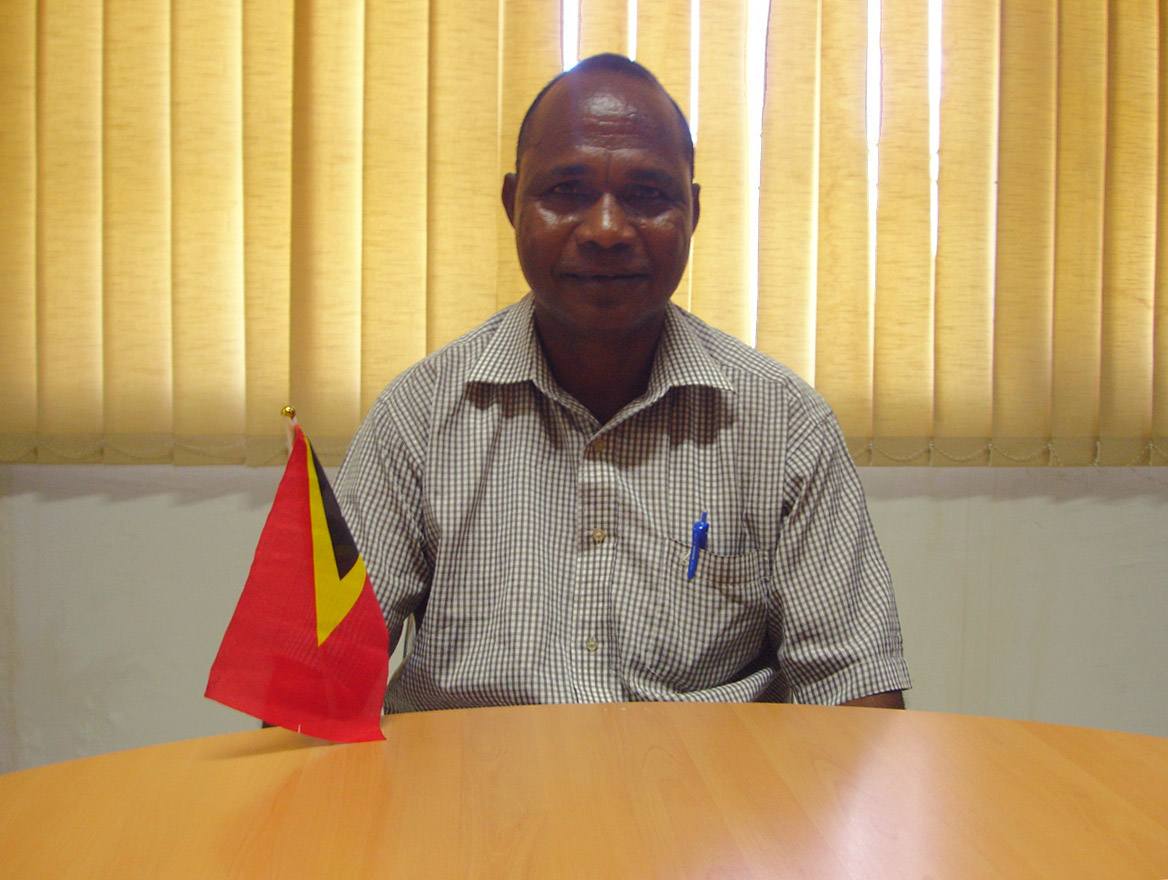
Administrator Joaquim Fernandes Soares (2013)

Der Administrator des Verwaltungsamts wird von der Zentralregierung in Dili ernannt. Bereits 2010 war dies Joaquim Fernandes Soares bis mindestens 2015, 2016 Mateus Martins Pinto. 2021 wurde Alfredo dos Santos zum Administrator ernannt und am 21. März 2024 Anacleto Doutel Sarmento.
Francisco Pinto, der Liurai von Uatucarbau, ist Generalsekretär der Partido do Povo de Timor (PPT).

## Wirtschaft
34 % der Haushalte besitzen Kokosnusspalmen, 43 % bauen Maniok an, 39 % Mais, 42 % Reis, 38 % Gemüse und 13 % Kaffee.

## Persönlichkeiten
- Bernardo Quintão (* 1950), Politiker
- Brígida Susana Esteves da Silva (* 1961), Leiterin der Generaldirektion für das Zollwesen
- Agostinho de Vasconselos (* 1970 in Cai Uailita; † 2014), protestantischer Geistlicher
- Remízia de Fátima da Silva (* 1973), Staatsanwältin